# Julia Haart
Pour l’article homonyme, voir Haart.
Julia Haart (née le 11 avril 1971) est une créatrice de mode et entrepreneure américaine. Elle est l’ancienne PDG d'Elite World Group, une société qu'elle détenait en copropriété avec son ex-mari, Silvio Scaglia. Elle possédait auparavant une collection de chaussures et était directrice de la création de la maison de luxe italienne La Perla. Haart est également le sujet de la mini-série de Netflix My Unorthodox Life, qui décrit sa décision en 2013 de quitter sa communauté Haredim.

## Biographie

### Jeunesse
Julia Haart est née à Moscou, en Russie, en 1971. Elle et ses parents ont quitté la Russie quand elle avait trois ans et ont déménagé à Austin, au Texas. À Austin, elle intègre une école privée où elle est la seule élève juive. Alors qu'elle est en quatrième année, sa famille déménage à Monsey, à New York, qui a une grande communauté Haredi qui attire ses parents, qui deviennent plus religieux,.
Julia Haart fréquente la Beit Yaakov Academy à Brooklyn (New York). À 16 ans, elle apprend toute seule à coudre et ramène en secret des magazines de mode chez elle,. À 18 ans, elle change son prénom en Talia, consonance plus hébraïque, afin d'attirer un prétendant. À 19 ans, elle épouse son premier mari, un étudiant de yeshiva, de cinq ans son aîné.

### Départ de la communauté Haredi
Alors qu'elle vit en tant que Juive Haredi à Atlanta dans les années 1990 et au début des années 2000, Haart devient de plus en plus mal à l'aise avec sa communauté. Le traitement de sa fille cadette, Miriam, la dérange particulièrement. Dans une interview accordée en 2021 au New York Times, elle déclare que sa fille « ne se conformait tout simplement pas. Ils lui faisaient ce qu'ils m'avaient fait – essayer de la pousser vers le bas et de la transformer en cette personne plate qui pourrait disparaître. Je ne pouvais pas laisser ça se produire ».
Haart a également fait face à des problèmes de santé mentale, racontant au Los Angeles Times dans une interview qu'avant de quitter la communauté, elle avait envisagé de se suicider, mais s'inquiétait de la façon dont la stigmatisation au sein de la communauté Haredi affecterait les perspectives de shiddoukh de ses enfants. Après avoir quitté la communauté, elle a pris le nom de Julia Haart. Le nom de famille Haart est dérivé de son nom de jeune fille, Leibov, qui est similaire à Leiv, le mot hébreu pour « cœur ».
En 2019, elle épouse le propriétaire de La Perla, Silvio Scaglia. Elle a quatre enfants.

## Carrière
Tout au long des années 1990 et au début des années 2000, Julia Haart travaille comme professeur d'études judaïques à Yeshiva Atlanta, « le personnel qui la connaissait à l'époque – quand elle s'appelait Talia Hendler – se rappelle qu'elle était aimée des étudiants et connue pour son style direct. » Pendant des années, Talia vend secrètement des assurances-vie.
Après avoir quitté la communauté Haredi en 2013, Julia Haart fonde une entreprise de chaussures, Julia Haart, dans le but de fabriquer des chaussures à la fois à la mode et confortables. Elle s'associe à un ingénieur en chaussures de ski et à une entreprise allemande qui crée un gel utilisé par la NASA, pour créer une chaussure à talons hauts confortable. Ses chaussures ont été vendues dans 17 pays.
En 2016, Haart collabore avec La Perla pour les collections d'accessoires printemps/automne 2016. La même année, elle est nommée directrice créative de la marque. À la suite de cette nomination, Julia Haart lance une nouvelle approche du prêt-à-porter pour l'entreprise. Chez La Perla, Julia Haart crée la première dentelle Leavers extensible, et lance une collection de lingerie prêt-à-porter avec maintien intégré. Pour son défilé automne-hiver 2017, Haart construit un défilé « La Perla Manor », dans lequel défilent Naomi Campbell, Lindsey Wixson, Sasha Pivovarova et Kendall Jenner. Julia Haart est connue pour sa robe Met Gala 2017 conçue pour Kendall Jenner. La robe se composait de 85 000 cristaux fixés à un seul fil.
En mars 2019, elle devient PDG et directrice créative du conglomérat Elite World Group. Sous la direction de Julia Haart, EWG recentre la marque et ajoute de nouvelles divisions. Elite World Group privilégie l'accompagnement des mannequins pour monétiser leurs marques et leurs projets commerciaux. De plus, Julia Haart est la directrice créative de 1972, une marque de mode de luxe lancée par Elite World. La collection reçoit une attention médiatique positive et est célébrée pour « son innovation, son inclusivité et son message inspirant d'autonomisation ».

## Vie privée
Elle a quatre enfants avec son ancien mari, Yosef Hendler : Batsheva, Shlomo, Miriam et Aron. Batsheva, qui utilise le nom de famille Haart, est mariée à Binyamin « Benn » Weinstein et est une influenceuse. Miriam a également changé son nom de famille en Haart. Aron, qui est au lycée, partage son temps entre ses parents à Manhattan et Monsey, NY,.
Haart est l'aînée de huit enfants. Un frère est décédé dans un accident de voiture à l'âge de 5 ans. Un seul de ses frères et sœurs, une sœur nommée Chana, a une relation avec Haart ; ses parents et ses autres frères et sœurs ont cessé de lui parler après qu'elle a quitté sa communauté orthodoxe.

## My Unorthodox Life
Haart est le sujet de la série de Netflix My Unorthodox Life, qui a été créée en juillet 2021. La série documentaire suit la vie professionnelle et personnelle de Haart dans ses rôles de PDG d'Elite World Group, d'auteure, de mère et d'épouse. La série a été reçu de manière critique par certains membres de la communauté juive,.